# Mastinomorphus martinezi
Mastinomorphus martinezi är en skalbaggsart som först beskrevs av Wittmer 1963.  Mastinomorphus martinezi ingår i släktet Mastinomorphus och familjen Phengodidae. Inga underarter finns listade i Catalogue of Life.